# Horst Claußner
Horst Claußner (* 23. April 1927 in Chemnitz) ist ein deutscher Mechaniker und früherer Politiker, der der Fraktion der Freien Deutschen Jugend (FDJ) in der Volkskammer der DDR angehörte.

## Leben
Claußner war der Sohn eines Arbeiters. Nach dem Besuch der Volksschule nahm er 1949 eine Lehre zum Mechaniker auf. Danach war er Assistent des technischen Leiters und später Leiter der Abteilung Arbeitsproduktivität der Deutschen Niles-Werke, aus denen zwischenzeitlich ein Volkseigener Betrieb geworden war. Der Firmensitz befand sich in Chemnitz, das 1953 in Karl-Marx-Stadt umbenannt wurde. Von 1952 bis 1954 studierte Claußner und wurde Arbeitskräftelenker und Planer im VEB Großmaschinenbau „8. Mai“ in Karl-Marx-Stadt.

## Politik
Claußner wurde Mitglied der FDJ und in die FDJ-Leitung gewählt. Später gehörte er dem Lektorenaktiv der FDJ-Bezirksleitung Karl-Marx-Stadt an.
Für die FDJ kandidierte Claußner 1954 zu den zweiten Volkskammerwahlen und vertrat anschließend die FDJ bis 1958 als Abgeordneter in der Volkskammer.

## Auszeichnungen
- 1950: Aktivist der sozialistischen Arbeit
- Abzeichen für gutes Wissen in Gold